# Альфа-книга
«Альфа-книга» — российское издательство, образовано в 1999 году после реорганизации издательства «Армада» (основанного в феврале 1993), став полным правопреемником всех его серий.

## Описание
Издательство выпускает художественную литературу в жанрах фантастика и фэнтези, а также детскую, юмористическую, историческую и детективную литературу. Одно из крупных издательств на рынке фантастики. Такие книжные серии, как «Фантастический боевик» или более новая «Магия фэнтези» отличаются своим демократизмом, издательство охотно публикует начинающих авторов.
Писатель Михаил Кликин писал, что «начинающий автор в лучшем случае может рассчитывать на 11-тысячный тираж (издательство „Армада“ („Альфа-книга“), серия „Фантастический боевик“)». При этом он отмечает, что «издательство „Армада“ („Альфа-книга“) аванс, как правило, не платит».
Альтернативное мнение писателя В. Пекальчука: «Мне всегда платили, причём в срок. Даже когда я был начинающим автором без публикаций. Более того, моим знакомым авторам тоже всегда платили аванс».

Петербургский литературный критик Василий Владимирский отметил, что: 
Дамский фантастический ширпотреб публикует издательство «Альфа-книга», где каждый месяц появляются три-четыре женских имени, а тиражи от семи тысяч и выше… При этом растут и объёмы самих книг, граничащие с объёмами творений графоманов.
В конце 1990-х издательство пыталось использовать литературных негров, издавало книги под чужими именами.

## Книжные серии
- Зелёная серия — 1994 — 2003 год. Совместно с издательством «Дрофа». В эту серию вошли произведения о природе известных учёных-зоологов и писателей-натуралистов.
- Вокруг света — 1994 — 2003 год. Совместно с издательством «Дрофа». В эту серию вошли произведения от знаменитых ученых и путешественников.
- Изумрудный город — Свободное продолжение Волшебника Изумрудного Города от Сергея Сухинова. Выпускалось в издательстве в первом издании с 1997 года по 2004. С 2014 по настоящее время книги выходят в новом оформлении.
- В одном томе — с 2005 года. В серии издаются циклы (дилогии, трилогии и тетралогии, очень редко — пенталогии) в одном томе. Обычно представляет собой переиздания ранее опубликованных в издательстве романов, но иногда состоит из произведений, ранее самостоятельно не издававшихся[6].
- Фантастический боевик — с 1992 года. До 1999 года была в значительной степени представлена иностранными авторами, далее в основном российские писатели. В серии публикуются романы разных фантастических жанров: научная фантастика, фэнтези, альтернативная история, а также шпионские боевики[7][1].
- Вкус вампира — с 2010 по 2012 год. Серия книг о вампирах[8].
- Мир Андрея Круза — с 2011 года, в том числе переиздания романов Андрея Круза из циклов «Эпоха Мёртвых» и «У Великой реки», ранее публиковавшихся в серии «Фантастический боевик»[9].
- 2012 — с 2009 по 2011 год, посвящена мифическому концу света[10].
- 2016 — «Хроники Элунгарда», серия книг повествующих о вымышленном мире.
- Романтическая фантастика — с 2011 года. В серии издаются любовные романы в сочетании с жанром фантастики любого направления (фэнтези, научной, юмористической, приключенческой и др.).